# Ернестини
Ернестините (на немски: Ernestiner) са линия на стария немски княжески род Ветини. Те са курфюрсти и херцози на Саксония, ландграфове на [Тюрингия], маркграфове на Майсен.
Името им произлиза от прародителя на линията курфюрст Ернст от Саксония.
Ернст и Албрехт от Саксония, синове на курфюрст Фридрих II (1412–1464) управляват първо дълго време заедно наследството на баща им, като по-големият Ернст е курфюрст (1482–1486).
След подялбата от Лайпциг 1485 г. династията Ветини се дели на линии Ернестини (ландграфове на Тюрингия, маркграфове на Майсен ot 1485 г.) и Албертини (херцози на Саксония, маркграфове на Майсен).
През 1547 г. Йохан Фридрих I загубва саксонската курфюрст-титла на албертинската линия и оттогава е „херцог на Саксония“.
През 17 век Ернестинската линия Династия Сакс-Кобург и Гота, чрез нейната политика на женитби, получава интернационално водещо значение. Членове на фамилията стават крале в Европа. Днес членове на фамилията управляват още в Белгия и Великобритания, където обаче от 1917 г. имат името Династия Уиндзор (Haus Windsor).

## Линии и домове
- Сакс-Кобург и Гота

### Ернестински херцогства
- Саксония-Ваймар (1572–1806)
- Саксония-Кобург-Айзенах (1572–1596, 1633-1638)
- Саксония-Кобург (1596–1633, 1681–1699)
- Саксония-Айзенах (1596–1638, 1640–1644, 1662–1809)
- Саксония-Алтенбург (1603-1672, 1826-1918)
- Саксония-Гота (1640–1680)
- Саксония-Гота-Алтенбург (1681–1826)
- Саксония-Марксул (1662–1672)
- Саксония-Йена (1672–1690)
- Саксония-Айзенберг (1680–1707)
- Саксония-Хилдбургхаузен (1680–1826)
- Саксония-Рьомхилд (1680–1710)
- Саксония-Заалфелд 1680–1735
- Саксония-Майнинген (1681–1918)
- Саксония-Кобург-Заалфелд (1735–1826)
- Саксония-Ваймар-Айзенах (1806–1918)
- Саксония-Кобург и Гота (1826–1918)